# Rexburg
Rexburg er en amerikansk by og administrativt centrum for det amerikanske county Madison County, i staten Idaho. I 2006 havde byen et indbyggertal på 26.657.

## Ekstern henvisning
- Rexburgs hjemmeside (engelsk)

43°49′34″N 111°47′02″V / 43.8261°N 111.7839°V